# Arriva Yoghi
L'orso Yoghi (The Yogi Bear Show, apparsa originariamente col titolo Arriva Yoghi), è una serie animata statunitense prodotta da Hanna-Barbera e incentrata sull'orso Yoghi.

## Produzione e trasmissione
Sono stati realizzati 33 episodi suddivisi in tre segmenti dei quali il primo era un episodio della serie incentrata sul personaggio dell'orso Yoghi mentre gli altri due erano su Svicolone e Yakky Doodle. Vennero realizzati dal 1961 al 1962.

## Trama
Nonostante il carattere divertente, simpatico ed affettuoso, l'orso Yoghi tormenta tutti i visitatori del parco di Jellystone, rubando costantemente il cibo dai loro cestini e provocando una serie di guai assieme al fidato amico Bubu.

## Personaggi
Orso Yoghi: È il più intelligente del gruppo, il leader dedito a procacciarsi il cibo sottraendo i cestini da picnic ai turisti che frequentano il parco di Jellystone (ispirato al Parco nazionale di Yellowstone) teatro delle sue scorribande. È anche simpatico, carismatico e indipendente.
Bubu: Inseparabile compagno di avventure dell'orso Yoghi, con cui fa coppia fissa. Caratterizzato però dalla prudenza e dal rispetto delle regole, asseconda Yoghi, cercando talvolta di moderare le sue azioni.
Cindy: Corteggiatrice dell'orso Yoghi, un'orsetta dolce e romantica. È considerata la sua fidanzata, nonostante Yoghi sia uno spirito libero e indipendente.
Ranger Smith: È il ranger del parco di Jellystone. Vigila al rispetto delle regole divenendo conseguentemente antagonista dell'orso Yoghi che stima e rispetta per la sua intelligenza, temendolo nel contempo. Fra i due si è instaurato, di conseguenza, un rapporto alternativamente di rivalità e amicizia. Il suo nome è Francis.

## DVD
Il 15 novembre 2005 la Warner Home Video ha fatto uscire la serie completa su DVD negli Stati Uniti.

## Doppiaggio
| Personaggio | Doppiatore originale | Doppiatore italiano (doppiaggio storico 1964) | Doppiatore italiano (ridoppiaggio anni ottanta) |
| ----------- | -------------------- | --------------------------------------------- | ----------------------------------------------- |
| Yoghi       | Daws Butler          | Francesco Mulè                                | Gino Pagnani                                    |
| Bubu        | Don Messick          | Sandro Pellegrini Massimo Corizza (2° voce)   | Sandro Pellegrini Massimo Corizza (2° voce)     |